# Kétó (Pontusz leánya)

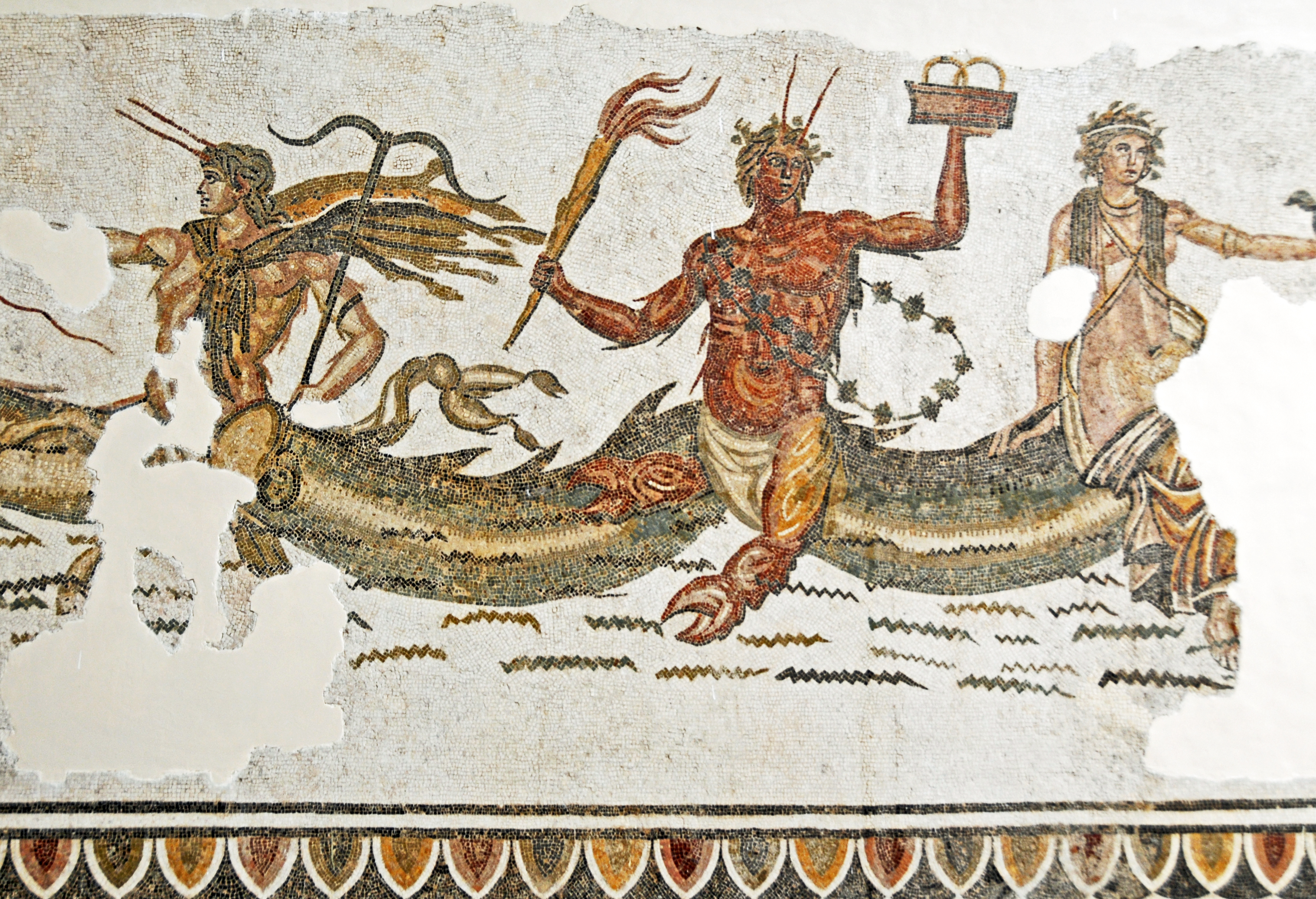
Kétó (Pontusz leánya)

Kétó (görögül Κητώ, „tengeri szörny”) a görög mitológiában Gaia és Pontusz leánya, Thaumasz, Eurübia és Phorküsz testvére volt. (Ez utóbbinak a felesége is lett.) Kétó a tenger kegyetlenségének, veszélyének és szörnyetegeinek az istennője és a megtestesítője volt. Gyakran csak az ő nevét említették a görögök, ha valami tengeri teremtmény fenyegette életüket. Többek között Kétó gyermekei voltak a Gorgók is, és még egy tucat tengeri szörnyeteg.